# Niccolò Pacinotti
Pour les articles homonymes, voir Pacinotti.
Niccolò Pacinotti (né le 5 février 1995 à Florence) est un coureur cycliste italien.

## Biographie
Niccolò Pacinotti est originaire de Florence, en Toscane. Il commence à se consacrer au cyclisme à l'âge de sept ou huit ans,.
Lors de la saison 2011, il se distingue en obtenant onze victoires. Il est également médaillé de bronze au Festival olympique de la jeunesse européenne. Ses bons résultats lui permettent de remporter l'Oscar TuttoBici dans sa catégorie d'âge. Il s'impose ensuite à quatorze reprises chez les juniors (moins de 19 ans), notamment au Trofeo Buffoni 2012.  
En 2014, il intègre le club Mastromarco Sensi Dover pour ses débuts espoirs (moins de 23 ans). En 2015 et 2016, il brille dans le calendrier amateur italien avec quatre succès et diverses places d'honneur. Il est également sélectionné en équipe d'Italie espoirs. 
Il passe finalement professionnel en 2017 au sein de l'équipe Bardiani CSF.

## Palmarès
- 2011
  - 2e du championnat d'Italie du contre-la-montre cadets
  -  Médaillé de bronze de la course en ligne au Festival olympique de la jeunesse européenne
- 2012
  - Tour de la Province de Bielle
  - 2e étape des Tre Giorni Orobica
  - Trofeo Buffoni
- 2013
  - Trofeo Figros
- 2015
  - Giro delle Due Province
  - 2e du Trophée Mario Zanchi
- 2016
  - Trofeo Comune di Carpaneto Piacentino
  - Trofeo Figros
  - Coppa Giulio Burci
  - 2e de Firenze-Mare
  - 3e du Grand Prix de la ville d'Empoli
  - 3e du Gran Premio Comune di Cerreto Guidi